# Liste des structures intercommunales compétentes en assainissement dans le Loiret en 2016
Cet article liste les structures intercommunales compétentes en assainissement dans le Loiret en service au 31 décembre 2016. Le service public d'assainissement obligatoirement la collecte, le transport et l’épuration des eaux usées et des eaux pluviales, l’élimination des boues produites, ainsi que le contrôle des raccordements aux réseaux publics de collecte.

## Maîtrise d'ouvrage des services publics d'assainissement
Le terme assainissement recouvre deux problématiques distinctes, à savoir celle des eaux usées et celle des eaux pluviales. L'eau usée, une fois utilisée par le particulier, l'agriculteur ou l'industriel, est restituée au milieu naturel. Pour ne pas dégrader cette ressource précieuse, les eaux usées doivent être traitées avant leur rejet. Pour les eaux usées domestiques, deux grands modes de traitement sont possibles : l'assainissement collectif où les effluents, après collecte dans un réseau d'assainissement, sont traités dans une station d'épuration, et l'assainissement non collectif lorsqu’il n’existe pas de réseau d’assainissement,. La gestion des eaux pluviales constitue un enjeu important pour les collectivités, afin d'assurer la sécurité publique (prévention des inondations) et la protection de l’environnement (limitation des apports de pollution dans les milieux aquatiques). L'eau pluviale contribue à créer un risque d’inondation du fait du ruissellement sur les surfaces imperméabilisées. Ainsi pour les pluies plus importantes, il est en effet important de limiter les inondations liées au ruissellement pluvial ou aux débordements des systèmes d'assainissement et en cas d'événement exceptionnel il convient d'assurer la sécurité des biens et des personnes.
Comme pour la distribution de l’eau potable, l’assainissement collectif est une compétence obligatoire pour les communes depuis  l’adoption de la loi du 30 décembre 2006 sur l’eau et les milieux aquatiques. Cette compétence recouvre obligatoirement la collecte, le transport et l’épuration des eaux usées, l’élimination des boues produites, ainsi que le contrôle des raccordements aux réseaux publics de collecte.
Avant l'intervention de la loi NOTRe, l'assainissement, en tout ou partie, était une compétence optionnelle des communautés de communes.  Il figurait dans l'un des sept groupes ouverts au choix des communautés de communes qui devaient en exercer trois d'entre eux. Il est également une compétence optionnelle des communautés d’agglomération et une compétence obligatoire des communautés urbaines  et des métropoles.
La loi NOTRe du 7 août 2015 prévoit que le transfert des compétences « eau et assainissement » vers les communautés de communes et les communautés d’agglomération, sera obligatoire à compter du 1er janvier 
2020. La compétence assainissement collectif devra être globalisée avec la compétence assainissement non collectif. Cet élargissement sera obligatoire pour les collectivités qui voudront prendre  cette  compétence optionnelle en 2018. Le transfert d’une compétence entraîne  de  facto  la  mise  à disposition  gratuite  de  plein droit des biens, équipements et services publics utilisés, à la date du transfert, pour l'exercice de ces compétences et la substitution de la communauté dans les droits et obligations des communes,.

## Assainissement collectif

### Synthèse au31 décembre 2016
| Structure                  | Nb structures | Nb communes |
| -------------------------- | ------------- | ----------- |
| Communauté d'agglomération | 2             | 35          |
| Communauté de communes     | 1             | 7           |
| SIVOM                      | 2             | 4           |
| SIVU                       | 10            | 23          |
| Syndicat mixte             | 1             | 4           |
| TOTAL                      | 16            | 73          |

Selon le jeu de données produit par l'ONEMA issues du Système d'Information sur les Services Publics d'Eau et d'Assainissement (SISPEA) présentant, pour chaque commune les services d'assainissement desservant cet commune, 16 structures intercommunales sont compétentes en assainissement au 31 décembre 2016, se décomposant en deux communautés d'agglomération, une communauté de communes et 13 syndicats.
Le taux de gestion intercommunale traduit la proportion de communes ayant transféré toutes leurs compétences eau et assainissement à un établissement public de coopération intercommunale. Ce taux a vocation à atteindre 100 % au 1er janvier 2020. Dans le Loiret le taux départemental de gestion intercommunale (rattachement des communes à un regroupement intercommunal) concernant uniquement l'assainissement collectif est donc de 22 %. Il est à comparer au taux de gestion intercommunale évalué sur le plan national à 51,6 % pour l’année 2014, ce qui situe le département très en retard en matière de gestion intercommunale au niveau national.
9 structures gèrent dans le Loiret le service public d'eau potable en régie et 7 en gestion déléguée sous la forme d'un affermage.

### Liste détaillée des intercommunalités
La liste détaillée des structures intercommunales compétentes en assainissement dans le Loiret au 31 décembre 2016, telle qu'elle figure dans le Système d'Information sur les Services Publics d'Eau et d'Assainissement est la suivante. Le nom des intercommunalités auxquelles sont rattachées en 2017 les communes desservies par ces services complète ce tableau. À l'horizon 2020, la compétence assainissement doit en effet devenir obligatoire pour toutes les intercommunalités, dont les communautés de communes. 
| Type de Collectivité       | Nb Interco | Nom collectivité | Année de création | Commune siège          | Nb com. | Nom des communes desservices | Mode de gestion | EPCI de rattachement en 2017                |
| -------------------------- | ---------- | --- | ----------------- | ---------------------- | ------- | --- | --------------- | ------------------------------------------- |
| Communauté d'agglomération | 2          | Communauté de l'Agglomération Montargoise Et des Rives du Loing (A.M.E.),                                             | 2002              | Montargis              | 13      | Amilly - Cepoy - Châlette-sur-Loing - Chevillon-sur-Huillard - Conflans-sur-Loing - Corquilleroy - Montargis - Pannes - Paucourt - Saint-Maurice-sur-Fessard - Solterre - Villemandeur - Vimory - | régie           | Agglomération montargoise et rives du Loing |
| Communauté d'agglomération | 2          | Communauté d'Agglomération Orléans-Val-de-Loire,                                                                      | 2002              | Orléans                | 22      | Boigny-sur-Bionne - Bou - Chanteau - La Chapelle-Saint-Mesmin - Chécy - Combleux - Fleury-les-Aubrais - Ingré - Mardié - Marigny-les-Usages - Olivet - Orléans - Ormes - Saint-Cyr-en-Val - Saint-Denis-en-Val - Saint-Hilaire-Saint-Mesmin - Saint-Jean-de-Braye - Saint-Jean-de-la-Ruelle - Saint-Jean-le-Blanc - Saint-Pryvé-Saint-Mesmin - Semoy - | affermage       | Orléans Métropole                           |
| Communauté de communes     | 1          | Communauté des communes giennoises,                                                                                   | 2002              | Gien                   | 7       | Coullons - Gien - Nevoy - Poilly-lez-Gien - Saint-Brisson-sur-Loire - Saint-Gondon - Saint-Martin-sur-Ocre - | régie           | CC giennoises                               |
| SIVOM                      | 2          | Groupement Intercommunal de Châtillon - Sainte-Geneviève,                                                             | 2005              | Châtillon-Coligny      | 2       | Châtillon-Coligny - Sainte-Geneviève-des-Bois - | affermage       | CC Canaux et forêts en Gâtinais             |
| SIVOM                      | 2          | Groupement Intercommunal du Val de Bezonde,                                                                           | 1965              | Bellegarde             | 2       | Bellegarde - Quiers-sur-Bézonde - | régie           | CC Canaux et forêts en Gâtinais             |
| SIVU                       | 10         | Syndicat des Eaux et de l'Assainissement de Nibelle - Nesploy,                                                        | 1964              | Nibelle                | 2       | Nesploy - Nibelle - | régie           | CC Canaux et forêts en Gâtinais             |
| SIVU                       | 10         | Syndicat d'Assainissement de Douchy - Montcorbon,                                                                     |                   |                        | 2       | Douchy - Montcorbon - | régie           | CC de la Cléry, du Betz et de l'Ouanne      |
| SIVU                       | 10         | Syndicat Intercommunal d'Assainissement de Saint-Germain-des-Prés - Gy-les-Nonains,                                   | 1981              | Saint-Germain-des-Prés | 2       | Gy-les-Nonains - Saint-Germain-des-Prés - | affermage       | CC de la Cléry, du Betz et de l'Ouanne      |
| SIVU                       | 10         | Syndicat de Traitement des Eaux Usées de la Demi-Lune,                                                                | 1998              | Loury                  | 2       | Loury - Rebréchien - | affermage       | CC de la Forêt                              |
| SIVU                       | 10         | SI AEP Charmont-Léouville,                                                                                            | 1992              | Charmont-en-Beauce     | 2       | Charmont-en-Beauce - Léouville - | régie           | CC de la Plaine du Nord Loiret              |
| SIVU                       | 10         | Syndicat d'Assainissement de Nargis - Fontenay,                                                                       | 1998              | Nargis                 | 2       | Fontenay-sur-Loing - Nargis - | régie           | CC des Quatre Vallées                       |
| SIVU                       | 10         | SI TEU Beaugency-Villorceau-Tavers,                                                                                   | 1999              | Beaugency              | 3       | Beaugency - Tavers - Villorceau - | affermage       | CC des Terres du Val de Loire               |
| SIVU                       | 10         | Syndicat des Eaux et de l'Assainissement de Cléry-Saint-André - Mareau - Mézières - Les Muids de Saint-Hilaire (C3M), | 2001              | Mézières-lez-Cléry     | 4       | Cléry-Saint-André - Mareau-aux-Prés - Mézières-lez-Cléry - Saint-Hilaire-Saint-Mesmin - | affermage       | CC des Terres du Val de Loire               |
| SIVU                       | 10         | Syndicat Intercommunal d'Alimentation en Eau Potable et d'Assainissement de Baule - Messas,                           | 1946              | Baule                  | 2       | Baule - Messas - | affermage       | CC des Terres du Val de Loire               |
| SIVU                       | 10         | Syndicat des Eaux et de l'Assainissement de Saint-Martin-d'Abbat - Germigny-des-Prés,                                 | 1972              | Saint-Martin-d'Abbat   | 2       | Germigny-des-Prés - Saint-Martin-d'Abbat - | régie           | CC du Val de Sully                          |
| Syndicat Mixte             | 1          | Syndicat d'Assainissement de Sandillon - Darvoy - Férolles - Ouvrouer-les-Champs,                                     | 1997              | Sandillon              | 4       | Darvoy - Férolles - Ouvrouer-les-Champs - Sandillon - | régie           | CC des Loges                                |
| Total                      | 16         | |                   |                        | 73      | |                 |                                             |

## Assainissement non collectif

### Synthèse31 décembre 2016
Au 31 décembre 2016, 318 des 334 communes du Loiret sont rattachées à une structure intercommunale compétente en assainissement, en général l'EPCI à fiscalité propre auquel est rattachée la commune. Seules les communes des communautés de communes  du  Betz et de la Cléry et de  Château-Renard font appel à un syndicat : le syndicat mixte d'aménagement rural des cantons de Courtenay et de Chateaurenard. Le taux de gestion intercommunale pour l'assainissement non collectif est en 2016 de 98 %.

### Liste détaillée des intercommunalités
La liste détaillée des structures intercommunales compétentes en assainissement non collectif dans le Loiret au 31 décembre 2016, telle qu'elle figure dans le Système d'Information sur les Services Publics d'Eau et d'Assainissement est la suivante. Le nom des intercommunalités auxquelles sont rattachées en 2017 les communes desservies par ces services complète ce tableau. À l'horizon 2020, la compétence assainissement doit en effet devenir obligatoire pour toutes les intercommunalités. 
| Forme juridique            | Nb interco | Nom                                                                             | Date de création | Siège                  | Nb comm adhérentes | Mode de gestion                         | EPCI de rattachement en 2017           |
| -------------------------- | ---------- | ------------------------------------------------------------------------------- | ---------------- | ---------------------- | ------------------ | --------------------------------------- | -------------------------------------- |
| Communauté d'agglomération | 2          | Communauté d'Agglomération Orléans-Val de Loire                                 | 2002             | Orléans                | 22                 | affermage                               | Orléans Métropole                      |
| Communauté d'agglomération | 2          | CA Montargoise et Rives du Loing (A.M.E.)                                       | 2002             | Montargis              | 15                 | affermage                               | A.M.E.                                 |
| Communauté de communes     | 25         | CC de la Beauce loirétaine                                                      | 2012             | Gidy                   | 23                 | régie                                   | CC de la Beauce loirétaine             |
| Communauté de communes     | 25         | CC de la Forêt                                                                  | 2000             | Neuville-aux-Bois      | 8                  | régie                                   | CC de la Forêt                         |
| Communauté de communes     | 25         | CC des Terres puiseautines                                                      | 2004             | Puiseaux               | 13                 | régie                                   | CC du Pithiverais-Gâtinais             |
| Communauté de communes     | 25         | CC du Beaunois                                                                  | 1995             | Beaune-la-Rolande      | 18                 | régie                                   | CC du Pithiverais-Gâtinais             |
| Communauté de communes     | 25         | CC du Malesherbois                                                              | 2003             | Malesherbes            | 1                  | régie                                   | CC du Pithiverais-Gâtinais             |
| Communauté de communes     | 25         | CC du Bellegardois                                                              | 2004             | Bellegarde             | 12                 | régie                                   | CC Canaux et forêts en Gâtinais        |
| Communauté de communes     | 25         | CC du canton de Lorris                                                          | 1997             | Lorris                 | 13                 | régie                                   | CC Canaux et forêts en Gâtinais        |
| Communauté de communes     | 25         | CC de Châtillon-Coligny                                                         | 2001             | Châtillon-Coligny      | 12                 | régie                                   | CC Canaux et forêts en Gâtinais        |
| Communauté de communes     | 25         | CC du canton de Beaugency                                                       | 2008             | Beaugency              | 7                  | régie                                   | CC des Terres du Val de Loire          |
| Communauté de communes     | 25         | CC du Val d'Ardoux                                                              | 1998             | Cléry-Saint-André      | 5                  | régie                                   | CC des Terres du Val de Loire          |
| Communauté de communes     | 25         | CC du Val des Mauves                                                            | 2011             | Meung-sur-Loire        | 8                  | affermage                               | CC des Terres du Val de Loire          |
| Communauté de communes     | 25         | CC du canton de Briare                                                          | 1997             | Briare                 | 14                 | régie                                   | CC du Berry Loire Puisaye              |
| Communauté de communes     | 25         | CC du canton de Châtillon-sur-Loire                                             | 1998             | Châtillon-sur-Loire    | 6                  | régie                                   | CC du Berry Loire Puisaye              |
| Communauté de communes     | 25         | CC du canton de La Ferté-Saint-Aubin                                            | 2006             | La Ferté-Saint-Aubin   | 6                  | régie                                   | CC des Portes de Sologne               |
| Communauté de communes     | 25         | CC du Plateau beauceron                                                         | 2004             | Sermaises              | 10                 | régie                                   | CC du Pithiverais                      |
| Communauté de communes     | 25         | CC de Beauce et du Gâtinais                                                     | 1993             | Pithiviers             | 18                 | régie                                   | CC du Pithiverais                      |
| Communauté de communes     | 25         | CC Le Cœur du Pithiverais                                                       | 2009             | Pithiviers             | 3                  | affermage                               | CC du Pithiverais                      |
| Communauté de communes     | 25         | CC du Val d'or et Forêt                                                         | 2002             | Bonnée                 | 7                  | régie                                   | CC du Val de Sully                     |
| Communauté de communes     | 25         | CC du Sullias                                                                   | 2012             | Sully-sur-Loire        | 11                 | affermage                               | CC du Val de Sully                     |
| Communauté de communes     | 25         | CC Valsol                                                                       | 2005             | Sandillon              | 7                  | régie                                   | CC des Loges                           |
| Communauté de communes     | 25         | CC des Loges                                                                    | 1996             | Jargeau                | 10                 | régie                                   | CC des Loges                           |
| Communauté de communes     | 25         | CC de la Beauce oratorienne                                                     | 1999             | Beauce-la-Romaine (41) | 2                  | régie                                   | CC des Loges                           |
| Communauté de communes     | 25         | CC des Quatre Vallées                                                           | 1997             | Ferrières-en-Gâtinais  | 18                 | régie                                   | CC des Quatre Vallées                  |
| Communauté de communes     | 25         | CC de la Plaine du Nord Loiret                                                  | 2004             | Outarville             | 15                 | régie                                   | CC de la Plaine du Nord Loiret         |
| Communauté de communes     | 25         | CC giennoises                                                                   | 2002             | Gien                   | 10                 | régie                                   | CC giennoises                          |
| Syndicat Mixte             | 2          | Syndicat mixte d'aménagement rural des cantons de Courtenay et de Chateaurenard | 2005             | Châteaurenard          | 23                 | régie                                   | CC de la Cléry, du Betz et de l'Ouanne |
| Syndicat Mixte             | 2          | Syndicat mixte de la région de Buthiers                                         | 1973             | Buthiers (77)          | 1                  | régie avec une prestation prépondérante | CC du Pithiverais-Gâtinais             |
| TOTAL                      | 29         |                                                                                 |                  |                        | 318                |                                         |                                        |